# Ciclismo ai Giochi della XXVIII Olimpiade - Velocità maschile
Le gare di Velocità maschile dei Giochi della XXIX Olimpiade furono corse dal 22 al 24 agosto all'Athens Olympic Sports Complex, in Grecia. La medaglia d'oro fu vinta dall'australiano Ryan Bayley.
Vide la partecipazione di 19 atleti.

## Risultati

### Round di qualificazione
Passavano i primi 18 ciclisti con il miglior tempo.
| Pos. | Atleta                  | Tempo  | Media oraria | Note |
| ---- | ----------------------- | ------ | ------------ | ---- |
| 1    | Ryan Bayley             | 10"177 | 70,747       | Q    |
| 2    | Theo Bos                | 10"214 | 70,491       | Q    |
| 3    | René Wolff              | 10"230 | 70,381       | Q    |
| 4    | Mickaël Bourgain        | 10"264 | 70,148       | Q    |
| 5    | Laurent Gané            | 10"271 | 70,100       | Q    |
| 6    | Ross Edgar              | 10"381 | 69,357       | Q    |
| 7    | Damian Zieliński        | 10"441 | 68,958       | Q    |
| 8    | José Antonio Villanueva | 10"446 | 68,925       | Q    |
| 9    | Sean Eadie              | 10"454 | 68,873       | Q    |
| 10   | Łukasz Kwiatkowski      | 10"462 | 68,820       | Q    |
| 11   | Josiah Ng               | 10"515 | 68,473       | Q    |
| 12   | Teun Mulder             | 10"565 | 68,149       | Q    |
| 13   | Barry Forde             | 10"597 | 67,943       | Q    |
| 14   | Tomohiro Nagatsuka      | 10"646 | 67,631       | Q    |
| 15   | Kim Chi-Bum             | 10"673 | 67,459       | Q    |
| 16   | Jaroslav Jeřábek        | 10"758 | 66,926       | Q    |
| 17   | Yang Hee-Chun           | 10"955 | 65,723       | Q    |
| 18   | Alois Kaňkovský         | 10"956 | 65,717       | Q    |
| 19   | Stefan Nimke            | 11.338 | 63,503       |      |

### Primo turno
I diciotto atleti qualificati nel turno preliminare furono accoppiati, il primo contro il diciottesimo, il secondo contro il diciassettesimo e così via, in batterie da 200 metri. I vincitori di ogni manche accedevano al secondo turno, gli sconfitti al ripescaggio. Tomohiro Nagatsuka non gareggiò nei sedicesimi, Stefan Nimke prese il suo posto.
| Manche | Atleta                  | Tempo  | Pos. | Note |
| ------ | ----------------------- | ------ | ---- | ---- |
| 1      | Ryan Bayley             | 10"510 | 1    | Q    |
| 1      | Stefan Nimke            |        | 2    |      |
| 2      | Theo Bos                | 10"799 | 1    | Q    |
| 2      | Alois Kaňkovský         |        | 2    |      |
| 3      | René Wolff              | 11"104 | 1    | Q    |
| 3      | Yang Hui-Cheon          |        | 2    |      |
| 4      | Mickaël Bourgain        | 10"988 | 1    | Q    |
| 4      | Jaroslav Jeřábek        |        | 2    |      |
| 5      | Laurent Gané            | 11"166 | 1    | Q    |
| 5      | Kim Chi-Beom            |        | 2    |      |
| 6      | Ross Edgar              | 10"768 | 1    | Q    |
| 6      | Barry Forde             |        | 2    |      |
| 7      | Damian Zieliński        | 10"833 | 1    | Q    |
| 7      | Teun Mulder             |        | 2    |      |
| 8      | José Antonio Villanueva | 11"234 | 1    | Q    |
| 8      | Josiah Ng               |        | 2    |      |
| 9      | Sean Eadie              | 11"025 | 1    | Q    |
| 9      | Łukasz Kwiatkowski      |        | 2    |      |

#### Ripescaggio primo turno
I nove corridori sconfitti nelle batterie del primo turno furono inseriti in batterie da tre corridori ciascuna. Il vincitore di ognuna di esse accedeva al secondo turno.
| Manche | Atleta             | Tempo  | Pos. | Note |
| ------ | ------------------ | ------ | ---- | ---- |
| 1      | Barry Forde        | 10"731 | 1    | Q    |
| 1      | Łukasz Kwiatkowski |        | 2    |      |
| 1      | Stefan Nimke       |        | 3    |      |
| 2      | Teun Mulder        | 10"740 | 1    | Q    |
| 2      | Kim Chi-Beom       |        | 2    |      |
| 2      | Alois Kaňkovský    |        | 3    |      |
| 3      | Josiah Ng          | 11"006 | 1    | Q    |
| 3      | Yang Hee-Chun      |        | 2    |      |
| 3      | Jaroslav Jeřábek   |        | 3    |      |

### Ottavi
I dodici atleti qualificati dal primo turno furono accoppiati nuovamente in batterie da due ciascuno. I sei vincitori accedevano ai quarti di finale, i sei perdenti nelle manches di ripescaggio.
| Manche | Atleta                  | Tempo  | Pos. | Note |
| ------ | ----------------------- | ------ | ---- | ---- |
| 1      | Ryan Bayley             | 10"520 | 1    | Q    |
| 1      | Josiah Ng               |        | 2    |      |
| 2      | Theo Bos                | 11"164 | 1    | Q    |
| 2      | Teun Mulder             |        | 2    |      |
| 3      | René Wolff              | 10"548 | 1    | Q    |
| 3      | Barry Forde             |        | 2    |      |
| 4      | Mickaël Bourgain        | 10"936 | 1    | Q    |
| 4      | Sean Eadie              |        | 2    |      |
| 5      | Laurent Gané            | 10"772 | 1    | Q    |
| 5      | José Antonio Villanueva |        | 2    |      |
| 6      | Damian Zieliński        | 10"848 | 1    | Q    |
| 6      | Ross Edgar              |        | 2    |      |

#### Ripescaggio ottavi
I sei corridori sconfitti nelle batterie del secondo turno furono inseriti in batterie da tre corridori ciascuna. Il vincitore di ognuna di esse accedeva al secondo turno.
| Manche | Atleta                  | Tempo  | Pos. | Note |
| ------ | ----------------------- | ------ | ---- | ---- |
| 1      | Ross Edgar              | 10"906 | 1    | Q    |
| 1      | Josiah Ng               |        | 2    |      |
| 1      | Sean Eadie              |        | 3    |      |
| 2      | Barry Forde             | 11"294 | 1    | Q    |
| 2      | Teun Mulder             |        | 2    |      |
| 2      | José Antonio Villanueva |        | 3    |      |

### Quarti di finale
Gli otto atleti qualificati a questa fase, furono accoppiati in batterie di 200 metri al meglio delle tre manches. In nessun casò si andò allo spareggio.
| Manche | Atleta           | Manche1 | Manche2 | Posiz | Note |
| ------ | ---------------- | ------- | ------- | ----- | ---- |
| 1      | Ryan Bayley      | ?       | ?       | 1     | Q    |
| 1      | Barry Forde      |         |         | 2     |      |
| 2      | Theo Bos         | ?       | ?       | 1     | Q    |
| 2      | Ross Edgar       |         |         | 2     |      |
| 3      | René Wolff       | ?       | ?       | 1     | Q    |
| 3      | Damian Zieliński |         |         | 2     |      |
| 4      | Laurent Gané     | ?       | ?       | 1     | Q    |
| 4      | Mickaël Bourgain |         |         | 2     |      |

### Semifinali
I quattro atleti qualificati a questa fase, furono accoppiati in batterie di 200 metri al meglio delle tre manches. In nessun casò si andò allo spareggio.
| Manche | Atleta       | Manche1 | Manche2 | Pos. | Note |
| ------ | ------------ | ------- | ------- | ---- | ---- |
| 1      | Ryan Bayley  | ?       | ?       | 1    | Q    |
| 1      | Laurent Gané |         |         | 2    |      |
| 2      | Theo Bos     | ?       | ?       | 1    | Q    |
| 2      | René Wolff   |         |         | 2    |      |

### Turno finale

#### 9º – 12º posto
I quattro atleti eliminati nel ripescaggio del secondo turno furono inseriti in una batteria di 200 metri a prova singola, per determinare i piazzamenti dal nono al dodicesimo posto.
| Pos. | Atleta                  | Tempo  | Note |
| ---- | ----------------------- | ------ | ---- |
| 9    | José Antonio Villanueva | 11"063 |      |
| 10   | Teun Mulder             |        |      |
| 11   | Josiah Ng               |        |      |
| 12   | Sean Eadie              |        |      |

#### 5º – 8º posto
| Pos. | Atleta           | Tempo  | Note |
| ---- | ---------------- | ------ | ---- |
| 5    | Ross Edgar       | 11"214 |      |
| 6    | Barry Forde      |        |      |
| 7    | Damian Zieliński |        |      |
| 8    | Mickaël Bourgain |        |      |

#### 1º – 4º posto
Gara per l'oro
| Pos. | Atleta      | Manche1 | Manche2 | Spareggio | Note |
| ---- | ----------- | ------- | ------- | --------- | ---- |
| 1    | Ryan Bayley |         | ?       | ?         |      |
| 2    | Theo Bos    | ?       |         |           |      |

Gara per il bronzo
| Pos. | Atleta       | Manche1 | Manche2 | Note |
| ---- | ------------ | ------- | ------- | ---- |
| 3    | René Wolff   | ?       | ?       |      |
| 4    | Laurent Gané |         |         |      |